# Хэйлунцзянская кампания
Хэйлунцзянская кампания (кит. 江桥抗战) — серия сражений в провинции Хэйлунцзян между войсками Китайской республики и Японии, произошедших во время японской интервенции в Маньчжурию.
К началу наступления японцев на Маньчжурию губернатор Хэйлунцзяна Вань Фулинь находился в Пекине. 16 октября Чжан Сюэлян телеграфировал Ма Чжаньшаню о его назначении временным главой и военным командующим провинции. Прибыв в Цицикар 20 октября, Чжаньшань заявил, что не сдаст город. 
4 ноября Ма Чжаньшань нарушил приказ гоминьдана и встретил огнём японский авангард у моста через Нэньцзян. Отступив, китайцы позже контратаковали, однако под огнём танков и артиллерии не смогли отбить мост и отошли к Цицикару. 

## Ход боёв за Цицикар

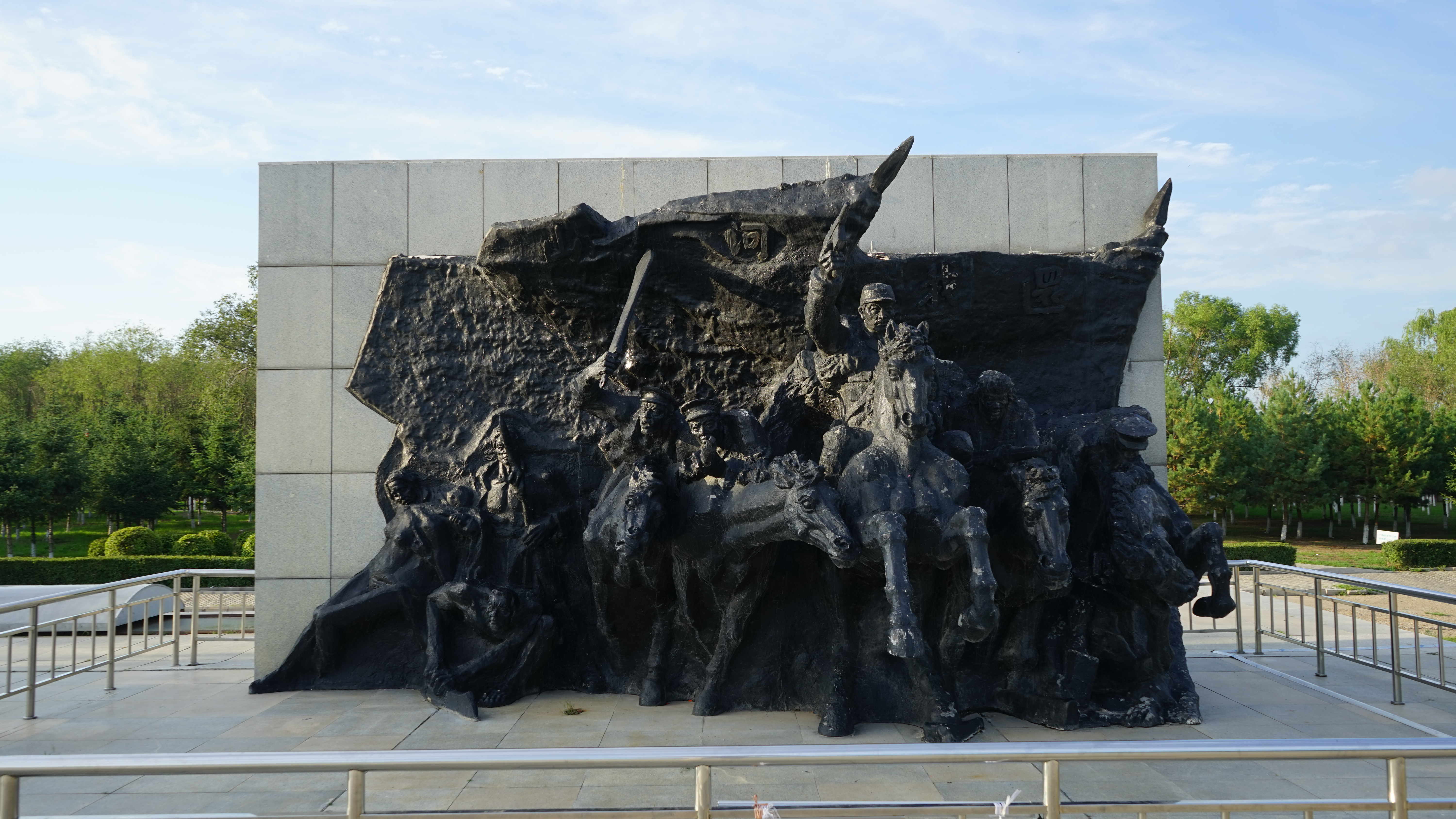
Памятник защитникам Цицикара

15 ноября (к этому времени китайцы потеряли 400 человек убитыми и 300 ранеными) японцы выдвинули ультиматум о сдаче Цицикара, на который Ма Чжаньшань ответил отказом. 
17 ноября в южном пригороде Цицикара завязались бои: 3500 японцев против 8000 китайцев. В морозную погоду 2-я дивизия под командованием генерала Дзиро Тамонана атаковала на пятимильном фронте на высотах Сан-чиен-фан южнее Танчи. Первой атаковала японская кавалерия; за ней шла пехота. Китайская кавалерия попыталась окружить правый фланг противника, но была остановлена японской артиллерией и непосредственной поддержкой с воздуха. Вскоре с поля боя бежала и пехота. 18 ноября Ма Чжаньшань отступил из города к верховьям Нэньцзяна, где сумел реорганизовать войска. Японцы же обезопасили тылы и могли наступать на Харбин.

## Результаты
В то же время японцы начали оккупацию, обеспечив контроль над всеми тремя столицами маньчжурских провинций. В Мукдене и Кирине японцы уже создали коллаборационистские китайские правительства. В Цицикаре они создали другое правительство под руководством прояпонского генерала Чжан Цзинхуэя. Япония также обеспечила себе контроль над центральным участком Китайско-Восточной железной дороги, однако восточный участок все еще находился под контролем генерала Дин Чао, бывшего в Харбине.